# Dubiwzi (Iwano-Frankiwsk)
Dubiwzi (ukrainisch Дубівці; russisch Дубовцы/Dubowzy, polnisch Dubowce) ist ein Dorf in der ukrainischen Oblast Iwano-Frankiwsk in der Westukraine mit etwa 2000 Einwohnern.

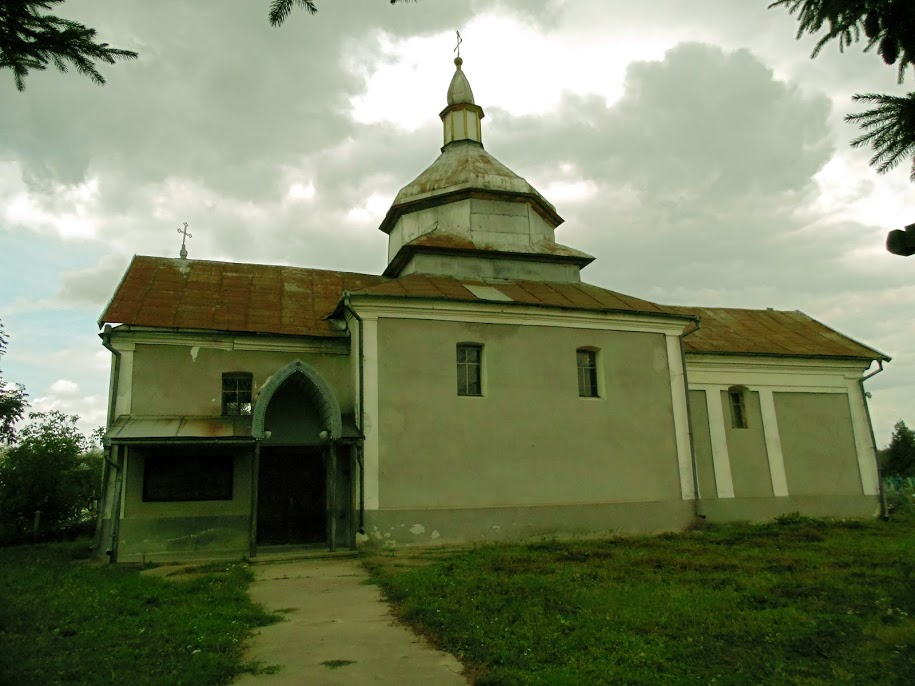
Kirche im Ort

Die Ortschaft liegt im Westen der historischen Landschaft Galizien im Rajon Iwano-Frankiwsk am linken Ufer des Dnister, etwa 6 Kilometer südöstlich vom ehemaligen Rajonzentrum Halytsch und 19 Kilometer nordöstlich vom Oblastzentrum Iwano-Frankiwsk entfernt.
Am 28. November 2019 wurde das Dorf zusammen mit 14 umliegenden Dörfern zum Zentrum der neugegründeten Landgemeinde Dubiwzi (Дубовецька сільська громада/Dubowezka silska hromada), bis dahin bildete es die Landratsgemeinde Dubiwzi (Дубовецька сільська рада/Dubowezka silska rada) im Rajon Halytsch, im Juli 2020 wurde die Gemeinde dann ein Teil des neugegründeten Rajons Iwano-Frankiwsk.
Folgende Orte sind neben dem Hauptort Dubiwzi Teil der Gemeinde:
| Name                     | Name       | Name                    | Name                 |
| ukrainisch transkribiert | ukrainisch | russisch                | polnisch             |
| ------------------------ | ---------- | ----------------------- | -------------------- |
| Byschiw                  | Бишів      | Бышев (Byschew)         | Byszów               |
| Delijewe                 | Делієве    | Делиево (Delijewo)      | Delejów              |
| Kintschaky               | Кінчаки    | Кинчаки (Kintschaki)    | Kończaki             |
| Kremydiw                 | Кремидів   | Кремидов (Kremidow)     | Krymidów             |
| Lany                     | Лани       | Ланы                    | Łany                 |
| Marijampil               | Маріямпіль | Мариямполь (Marijampol) | Marjampol, Maryampol |
| Meducha                  | Медуха     | Медуха                  | Meducha              |
| Meschyhirzi              | Межигірці  | Межигорцы (Meschigorzy) | Międzyhorce          |
| Oserze                   | Озерце     | Озерцо (Oserzo)         | Jeziorkó             |
| Sadky                    | Садки      | Садки (Sadki)           | Sadki                |
| Tumyr                    | Тумир      | Тумир (Tumir)           | Turmirz              |
| Tustan                   | Тустань    | Тустань                 | Tustań               |
| Wodnyky                  | Водники    | Водники (Wodniki)       | Wodniki              |
| Woronyzja                | Ворониця   | Вороница (Woroniza)     | Woronica             |

Der Ort wurde 1419 zum ersten Mal schriftlich erwähnt, lag zunächst in der Adelsrepublik Polen-Litauen, Woiwodschaft Ruthenien, und kam 1772 als Dubowce zum damaligen österreichischen Kronland Galizien (bis 1918 dann im Bezirk Stanislau). Zu dieser Zeit war auch das südlicher gelegene Dehowa ein Ortsteil, 1866 wurde östlich des Ortes eine Haltestelle an der heutigen Bahnstrecke Lwiw–Tscherniwzi eröffnet.
Während des Ersten Weltkrieges wurde das Dorf 1914 und 1916 durch russische Truppen besetzt, die Bevölkerung wurde großteils evakuiert.
Nach dem Ende des Ersten Weltkrieges kam der Ort zur Polen, war hier ab 1921 als Dubowce in die Woiwodschaft Stanislau, Powiat Stanislau, Gmina Marjampol eingegliedert und wurde im Zweiten Weltkrieg erst von der Sowjetunion und ab 1941 bis 1944 von Deutschland besetzt und dem Distrikt Galizien angeschlossen. Nach der Rückeroberung durch sowjetische Truppen 1944 kam er 1945 wiederum zur Sowjetunion und wurde in die Ukrainische SSR eingegliedert, seit 1991 ist der Ort Teil der heutigen Ukraine.